# Koraljni otok
Koraljni otok je vrsta otoka formiranog od koraljnog detritusa i povezanog organskog materijala. Pojavljuje se u tropskim i suptropskim područjima, obično kao dio koraljnog grebena koji je narastao i pokriva daleko veće područje pod morem. Izraz niski otok može se koristiti za razlikovanje takvih otoka od visokih otoka koji su nastali djelovanjem vulkana. Niski otoci nastaju kao rezultat taloženja na koraljnom grebenu ili izdizanja takvih otoka.

## Ekosustav
Koraljni grebeni neki su od najstarijih ekosustava na planetu, koji su tijekom geološkog vremena formirali masivne grebene od vapnenca. Okoliš grebena podržava više biljnih i životinjskih vrsta nego bilo koje drugo stanište. Koraljni grebeni vitalni su za život iz više aspekata od kojih neki uključuju strukturu, ekologiju i cikluse hranjivih tvari koji podupiru bioraznolikost u grebenima.
Koraljni grebeni grade masivne vapnenačke kosture koji služe kao domovi za životinje kao što su ribe koje se skrivaju unutar izbočina i pukotina na grebenu i školjke koje se pričvršćuju izravno na strukturu koralja. Strukture također pomažu biljkama kojima je sunce potrebno za fotosintezu, podižući biljke na površinu oceana gdje sunčeva svjetlost može prodrijeti u vodu. Strukture također stvaraju mirne zone u oceanu pružajući mjesto za razvoj riba i biljnih vrsta.
Tijekom geološkog vremena greben može doći do površine i postati koraljni otok, gdje započinje potpuno novi ekosustav za kopnena stvorenja.

## Formiranje
Koraljni otok počinje kao vulkanski otok iznad vruće točke. Kako vulkan izlazi iz mora, rubni greben raste na rubu vulkana. Vulkan se na kraju pomakne s vruće točke pomoću tektonike ploča. Nakon što se to dogodi, vulkan više ne može pratiti eroziju valova i prolazi kroz slijeganje.
Nakon što je otok potopljen, koralj mora nastaviti rasti kako bi ostao u epipelagičnoj zoni . To uzrokuje da koralj izraste u atol s plitkom lagunom u sredini. U Laguni se zatim može pokrenuti proces akrecije te se stvoriti otok koji je potpuno napravljen od karbonatnih materijala. Proces je kasnije pojačan ostacima biljnog svijeta koji raste na otoku.

### Niski i visoki otok
Izraz 'niski otok' povezan je s ovim geološkim podrijetlom otoka, a ne s njegovom fizičkom visinom. Neki niski otoci, kao što su Banaba, Makatea, Nauru i Niue, uzdižu se nekoliko stotina stopa iznad razine mora, dok se brojni visoki otoci (oni vulkanskog porijekla) uzdižu nekoliko stopa iznad razine mora, često klasificirani kao " stijene". Niski otoci su otoci koji okružuju lagune atola. Dvije vrste otoka često se nalaze u blizini jedan drugoga. To je osobito slučaj među otocima južnog Tihog oceana, gdje se niski otoci nalaze na rubnim grebenima koji okružuju većinu visokih otoka.

## Rasprostranjenost
Većina svjetskih koraljnih otoka nalazi se u Tihom oceanu, ali ih ima iu Atlantskom i Indijskom oceanu. Američki teritoriji otoci Jarvis, Baker i Howland jasni su primjeri koraljnih otoka. Indijski teritorij otoka Lakshadweep skupina je od 39 koraljnih otoka, zajedno s nekim manjim otočićima i obalama . Neki od otoka koji pripadaju Kiribatiju smatraju se koraljnim otocima. Maldivi se sastoje od koraljnih otoka. Otok svetog Martina je  koraljni otok površine 8 km2 u Bangladešu. Koraljni otoci nalaze se u blizini Pattaye i Ko Samuija u Tajlandu.

## Ekologija
Koralj je važan za biološku raznolikost i rast riblje populacije, stoga je važno održavati koraljne grebene. Mnogi koraljni otoci su mali s niskom nadmorskom visinom. Stoga im prijete oluje i podizanje razine mora. Kemijskim i fizičkim promjenama ljudi mogu uzrokovati značajnu štetu sustavima grebena i usporiti stvaranje lanaca koraljnih otoka.
Koraljni grebeni ugroženi su brojnim antropogenim utjecajima, od kojih su neki već imali velike posljedice u cijelom svijetu. Grebeni rastu u plitkim, toplim vodama siromašnim hranjivim tvarima gdje ih ne nadmašuje fitoplankton. Dodavanjem gnojiva u otjecanje vode, populacije fitoplanktona mogu eksplodirati i zagušiti sustave koraljnih grebena. Dodavanje previše sedimenata može uzrokovati sličan problem blokiranjem sunca, izgladnjivanjem zooxanthellae koje žive na koraljima pokrečući proces poznat kao izbjeljivanje koralja.
Kiselost oceana također je faktor. Koralj se sastoji od kalcijevog karbonata i otapa ga ugljična kiselina. S povećanjem ugljičnog dioksida iz reakcija izgaranja u atmosferi kroz oborine, ugljični dioksid se miješa s vodom i stvara ugljičnu kiselinu, podižući kiselost oceana što usporava rast koralja.
Iako se može očekivati da će niski otoci imati manje potencijalnih staništa nego visoki otoci, a time i manju raznolikost vrsta, studije obje vrste otoka u Palauu otkrile su da na raznolikost vrsta, barem u vodama oko otoka, više utječe veličina otoka nego njegovo porijeklo.

## Klima i nastanjivost
Niski otoci imaju siromašno, pjeskovito tlo i malo slatke vode, zbog čega nisu pogodni za poljoprivredu. Oni ne mogu podnijeti ljudsko stanovanje kao i visoki otoci. Prijeti im i podizanje razine mora zbog globalnog zatopljenja . Ljudi koji ipak žive na niskim otocima preživljavaju uglavnom od ribolova. Niski otoci obično imaju oceansku klimu.

## Vanjske poveznice
|  | Zajednički poslužitelj ima još gradiva o temi Koraljni otok |